# Графстрём, Маттиас
Маттиас Графстрём (швед. Mattias Grafström; род. 24 сентября 1980, Женева) — шведский футбольный функционер, с мая 2024 года занимающий пост генерального секретаря ФИФА (с октября 2023 года исполнял обязанности).

## Биография
Маттиас Графстрём родился 24 сентября 1980 года в Женеве, отец — швед, мать — голландка. Вырос во Франции, где помимо футбола увлекался настольным теннисом и лыжными гонками, долгое время прожил в Швейцарии.
В 1997 году получил возможность работать в отделе СМИ УЕФА; летом 1998 года проходил стажировку в Шведской футбольной ассоциации. Свободно владея шведским, голландским, английским, французским и испанским языками, продолжал работать в штаб-квартире УЕФА вплоть до 2004 года, одновременно получив две степени магистра: в области информационных и коммуникационных систем в Женевском университете и в области спортивного менеджмента и технологий в Международной академии спортивных наук и технологий.
В 2008 году вернулся в УЕФА, где занимал несколько должностей: от работы в отделе медиатехнологий организации до старшего менеджера исполнительного аппарата. Также в 2008 году он работал в Норвежской футбольной ассоциации в качестве пресс-секретаря норвежской сборной на чемпионате мира по футболу среди девушек до 20 лет, прошедшем в Чили.
В феврале 2016 года после выбора Джанни Инфантино на должность президента ФИФА занял пост начальника штаба.
С 2019 года был заместителем генерального секретаря ФИФА Фатмы Самура, а после её ухода с 4 октября 2023 года исполнял обязанности генсека, 15 мая 2024 года накануне 74-го конгресса ФИФА официально вступил в эту должность.